# Río Guaíba

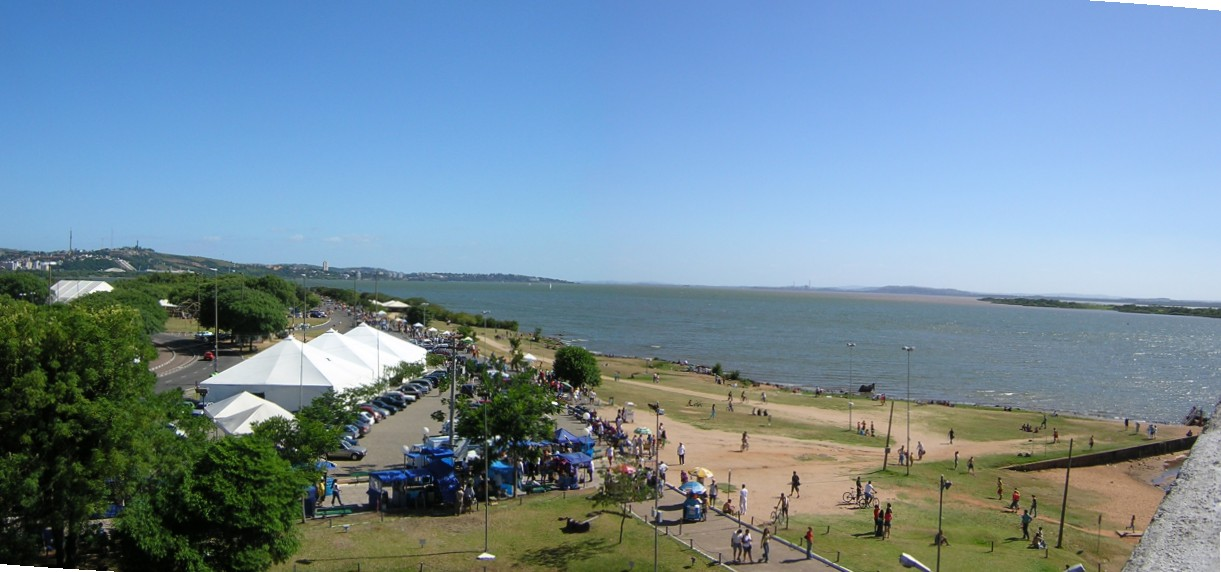
Lago Guaíba, fotografiado por ocasión del Foro Social Mundial en 2005

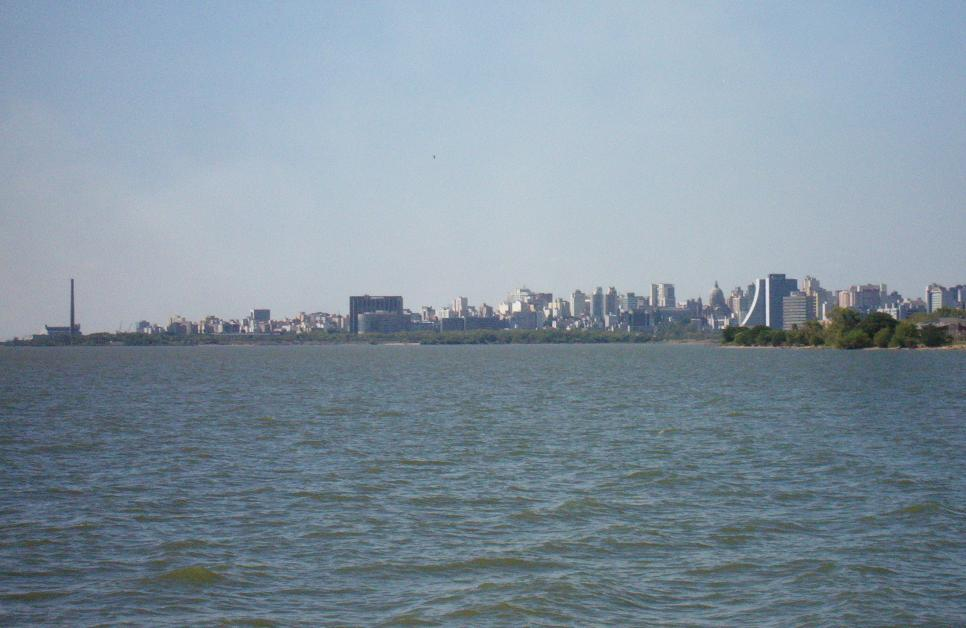
Vista Porto Alegre desde el río Guaíba

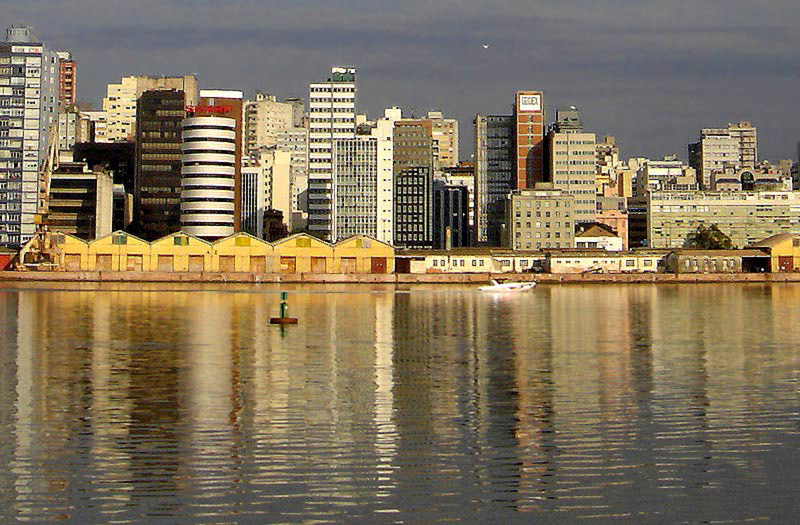
Centro de Porto Alegre

El río Guaíba es un lago o estuario que se encuentra en el estado de Río Grande del Sur, Brasil. Es una extensión de la laguna de los Patos, por lo que a veces también se considera como una bahía.
Las características de corrientes, vientos y vegetación en las márgenes llevan a concluir que el Guaíba es un lago y la comunidad científica lo considera como tal, pero mayoritariamente es llamado «río Guaíba». 
Los ríos Gravataí, Sinos, Caí y el Yacuí desembocan en el delta del Yacuy (delta do Jacuí), formando entonces al Guaíba, que baña los municipios de Porto Alegre, Eldorado do Sul, Guaíba, Barra do Ribeiro y Viamão. A partir del Guaíba, las aguas van hacia la laguna de los Patos y, por consecuencia, al océano Atlántico.
El nombre, de origen guaraní, significa donde el río se alarga (gua - grande, I - agua o río, ba - lugar). 
No debe confundirse esta laguna con una de nombre semejante ubicada en el Chaco Boreal, la llamada laguna Gayva o Gaiba (etc.), afluente del río Paraguay en la cual Domingo Martínez de Irala fundó el Puerto de los Reyes.
- Wikimedia Commons alberga una categoría multimedia sobre Río Guaíba.

- Datos: Q614720
- Multimedia: Rio Guaíba / Q614720